# Mustaluoto (ö i Södra Savolax, S:t Michel)
Mustaluoto är en ö i Finland. Den ligger i sjön Kyyvesi och i kommunen Kangasniemi i den ekonomiska regionen  S:t Michel och landskapet Södra Savolax, i den södra delen av landet, 230 km nordost om huvudstaden Helsingfors. Öns area är 0,1 hektar och dess största längd är 70 meter i nord-sydlig riktning.